# 蘇星河
蘇星河，金庸武俠小說《天龙八部》角色，逍遙派掌門無崖子的大弟子，師弟是丁春秋，為金庸小説中武功超群的高手之一。
蘇星河不僅武功極高，且盡得無崖子雜學真傳，並分傳門下弟子神医薛慕华等函谷八友，各習琴、棋、书、画、医術、土木、莳花、戲劇一門，而師弟丁春秋則專修武功，因此在武學方面蘇星河比不上師弟丁春秋。
由於丁春秋為要登上逍遙派掌門寶座，一度謀害無崖子，逼迫蘇星河發誓裝聾作啞，並迫使他不得不將函谷八友全數逐出師門，更將新收的弟子割舌刺耳。
另外，無崖子為招收關門弟子對付丁春秋，布下極難解開的珍瓏棋局，也是由蘇星河執黑子，其他對弈的人執白子。后在内伤之际，中了丁春秋的三笑逍遥散而死。

## 函谷八友
- 康广陵 - 琴
“函谷八友”之首，蘇星河徒弟。康廣陵擅長彈琴，其中最出名的就是廣陵散，同時也與阿碧有些淵源(此部分在新版本已經刪除，並未提到這個。而在之前的版本則有提到阿碧的琴聲吸引了康廣陵得注意。)
- 范百龄 - 棋
- 苟读 - 書
- 吴领军 - 画
- 薛慕华 - 医，綽號「閻王敵」，被人譽為神醫
- 冯阿三 - 土木機關
- 石清風 - 花
- 李傀儡 - 戲

## 影視形象

### 劇集
- 李壽祺：香港無綫電視《天龍八部》（1982年）
- 羅國維：香港無線電視《天龍八部》（1997年）
- 劉仲元：江蘇省廣播電視總台、九洲音像出版公司聯合出品《天龍八部》（2003年）
- 韓振華：中國華策影視、東陽大千影視聯合出品《天龍八部》（2013年）
- 從瑞麟：中國新麗傳媒《新天龍八部》（2021年）